# Izoklina
Izoklina – izolinia biegnąca na mapie (geograficznej lub magnetycznej) wzdłuż miejsc o takiej samej wartości inklinacji magnetycznej.